# Resolució 106 del Consell de Seguretat de les Nacions Unides
La Resolució 106 del Consell de Seguretat de les Nacions Unides, aprovada per unanimitat el 29 de març de 1955, després d'escoltar els informes del Cap de Gabinet de l'Organisme de les Nacions Unides per la Vigilància de la Treva a Palestina i representants d'Egipte i Israel. El Consell va assenyalar que la Comissió Mixta d'Armistici Egipte-Israel va determinar que va ser comès un "atac preestablert i planificat ordenat per les autoritats d'Israel" per forces regulars d'Israel contra elements de l'exèrcit egipci a la Franja de Gaza el 28 de febrer de 1955. El Consell va condemnar aquest atac com una violació de la Resolució 54 del Consell de Seguretat de les Nacions Unides, va demanar a Israel que adoptés totes les mesures necessàries per prevenir tal acció, va expressar la seva convicció que el manteniment dels Acords d'Armistici de 1949 estaven amenaçats per violacions deliberades i que no es faria cap progrés cap al retorn de la pau permanent a Palestina a menys que les parts complissin estrictament amb les seves obligacions.